# Europese volleyballeague vrouwen 2013
De Europese Volleyballeague vrouwen 2013 was de vijfde editie van de Europese Volleyballeague, dat bestaat uit 8 Europese volleybalteams uit de volgende landen: België, Bulgarije, Duitsland, Hongarije, Israël, Roemenië ,Servië, en Turkije . een voorronde wordt gespeeld vanaf 14 juni 2013 tot en met 6 juli, de final four in Bulgarije van 13 juli tot 14 juli 2013. Duitsland won het toernooi door in de finale België met 3-2 te verslaan.

## Deelnemende landen
- België
- Bulgarije
- Duitsland
- Hongarije

- Israël
- Roemenië
- Servië
- Turkije

## Groepsfase
- Het gastland voor de final four, de groepswinnaars en de beste nummer 2 kwalificeren zich voor de eindronde indien het gastland als eerste of als 2e eindigt in de groep, zal beste nummer 2 zich kwalificeren voor de eindronde.

Puntenverdeling
- bij winst met 3-0 of 3-1 :3 punten voor de winnaar ; 0 punten voor de verliezer
- bij winst met 3-2 : 2 punten voor de winnaar ; 1 punt voor de verliezer
- De sets gaan in dit toernooi in tegenstelling tot andere toernooien tot de 21 i.p.v. de 25.[1]

### Groep A
|      |           |     | Wedstrijden | Wedstrijden | Sets | Sets | Sets |
| Rank | Team      | Pts | W           | L           | W    | L    |      |
| ---- | --------- | --- | ----------- | ----------- | ---- | ---- | ---- |
| 1    | Bulgarije | 27  | 8           | 4           | 32   | 19   |      |
| 2    | Roemenië  | 20  | 8           | 4           | 28   | 23   |      |
| 3    | Turkije   | 16  | 6           | 6           | 23   | 26   |      |
| 4    | Hongarije | 9   | 2           | 10          | 16   | 31   |      |

#### Week 1
- Alle wedstrijden in Bursa , Turkije

| Datum  |           | Score |           | Set 1 | Set 2 | Set 3 | Set 4 | Set 5 | Totaal |
| ------ | --------- | ----- | --------- | ----- | ----- | ----- | ----- | ----- | ------ |
| 14 jun | Roemenië  | 3-2   | Bulgarije | 19-21 | 21-16 | 21-19 | 14-12 | 15-12 | 90-89  |
| 14 jun | Turkije   | 3-2   | Hongarije | 20-22 | 21-14 | 15-21 | 21-13 | 15-6  | 92-76  |
| 15 jun | Bulgarije | 3-0   | Hongarije | 21-10 | 21-16 | 21-17 |       |       | 63-43  |
| 15 jun | Roemenië  | 1-3   | Turkije   | 11-21 | 19-21 | 21-14 | 10-21 |       | 61-77  |
| 16 jun | Hongarije | 3-1   | Roemenië  | 21-18 | 21-17 | 13-21 | 21-17 |       | 82-90  |
| 16 jun | Turkije   | 3-2   | Bulgarije | 7-21  | 13-21 | 26-24 | 21-18 | 15-6  | 76-73  |

#### Week 2
- Alle wedstrijden in Boedapest , Hongarije

| Datum  |           | Score |           | Set 1 | Set 2 | Set 3 | Set 4 | Set 5 | Totaal |
| ------ | --------- | ----- | --------- | ----- | ----- | ----- | ----- | ----- | ------ |
| 21 jun | Turkije   | 0-3   | Roemenië  | 15-21 | 18-21 | 16-21 |       |       | 49-63  |
| 21 jun | Hongarije | 1-3   | Bulgarije | 11-21 | 23-25 | 15-21 | 7-21  |       | 58-86  |
| 22 jun | Roemenië  | 2-3   | Bulgarije | 21-18 | 15-21 | 22-24 | 21-15 | 11-15 | 90–93  |
| 22 jun | Hongarije | 3-0   | Turkije   | 21-17 | 21-16 | 21-16 |       |       | 63–49  |
| 23 jun | Bulgarije | 3-1   | Turkije   | 12-21 | 21-15 | 21-17 | 21-14 |       | 75–67  |
| 23 jun | Roemenië  | 3-2   | Hongarije | 19-21 | 21-15 | 17-21 | 21-11 | 15-10 | 93–78  |

#### Week 3
- Alle wedstrijden in Craiova , Roemenië.

| Datum  |           | Score |           | Set 1 | Set 2 | Set 3 | Set 4 | Set 5 | Totaal |
| ------ | --------- | ----- | --------- | ----- | ----- | ----- | ----- | ----- | ------ |
| 28 jun | Bulgarije | 2-3   | Turkije   | 21-19 | 21-13 | 18-21 | 15-21 | 10-15 | 85–89  |
| 28 jun | Roemenië  | 3-0   | Hongarije | 21-14 | 21-16 | 21-9  |       |       | 63–39  |
| 29 jun | Turkije   | 3-1   | Hongarije | 15-21 | 21-17 | 21-15 | 21-18 |       | 78–71  |
| 29 jun | Bulgarije | 2-3   | Roemenië  | 13-21 | 21-16 | 21-17 | 17-21 | 10-15 | 82–90  |
| 30 jun | Hongarije | 1-3   | Bulgarije | 15-21 | 16-21 | 21-17 | 17-21 |       | 69–80  |
| 30 jun | Roemenië  | 3-1   | Turkije   | 21-17 | 19-21 | 23-21 | 21-19 |       | 84-78  |

#### Week 4
- Alle wedstrijden in Varna , Bulgarije

| Datum |           | Score |           | Set 1 | Set 2 | Set 3 | Set 4 | Set 5 | Totaal |
| ----- | --------- | ----- | --------- | ----- | ----- | ----- | ----- | ----- | ------ |
| 4 jul | Hongarije | 0-3   | Turkije   | 18–21 | 14–21 | 16-21 |       |       | 48-63  |
| 4 jul | Roemenië  | 0-3   | Bulgarije | 11-21 | 9-21  | 15-21 |       |       | 35-63  |
| 5 jul | Turkije   | 2-3   | Roemenië  | 21-14 | 23-21 | 18-21 | 15-21 | 13-15 | 90–92  |
| 5 jul | Hongarije | 1-3   | Bulgarije | 12-21 | 12-21 | 22-20 | 14-21 |       | 60–83  |
| 6 jul | Roemenië  | 3-2   | Hongarije | 13-21 | 21-12 | 21-23 | 21-11 | 15-12 | 91–79  |
| 6 jul | Bulgarije | 3-1   | Turkije   | 21-17 | 21-17 | 18-21 | 21-14 |       | 81–69  |

### Groep B
|      |           |     | Wedstrijden | Wedstrijden | Sets | Sets | Sets |
| Rank | Team      | Pts | W           | L           | W    | L    |      |
| ---- | --------- | --- | ----------- | ----------- | ---- | ---- | ---- |
| 1    | België    | 29  | 10          | 2           | 32   | 11   |      |
| 2    | Duitsland | 26  | 8           | 4           | 30   | 17   |      |
| 3    | Servië    | 17  | 6           | 6           | 22   | 23   |      |
| 4    | Israël    | 0   | 0           | 12          | 3    | 36   |      |

#### Week 1
- Alle wedstrijden in Leuven , België

| Datum  |           | Score |           | Set 1 | Set 2 | Set 3 | Set 4 | Set 5 | Totaal |
| ------ | --------- | ----- | --------- | ----- | ----- | ----- | ----- | ----- | ------ |
| 14 jun | Duitsland | 3-0   | Israël    | 21-14 | 21-13 | 25-23 |       |       | 67-50  |
| 14 jun | Servië    | 1-3   | België    | 22-20 | 8-21  | 11-21 | 18-21 |       | 59-83  |
| 15 jun | Duitsland | 2-3   | België    | 21-15 | 17-21 | 19-21 | 21-16 | 9-15  | 87-88  |
| 15 jun | Israël    | 0-3   | Servië    | 15-21 | 18-21 | 19-21 |       |       | 52-63  |
| 16 jun | Servië    | 3-2   | Duitsland | 21-19 | 21-16 | 12-21 | 15-21 | 15-12 | 84-89  |
| 6 jul  | België    | 3-0   | Israël    | 21-6  | 21-12 | 22-20 |       |       | 64-38  |

#### Week 2
- Alle wedstrijden in Subotica, Servië

| Datum  |           | Score |           | Set 1 | Set 2 | Set 3 | Set 4 | Set 5 | Totaal |
| ------ | --------- | ----- | --------- | ----- | ----- | ----- | ----- | ----- | ------ |
| 21 jun | Israël    | 0-3   | Duitsland | 13-21 | 10-21 | 16-21 |       |       | 39-63  |
| 21 jun | België    | 3-0   | Servië    | 21-12 | 22-20 | 21-18 |       |       | 64-50  |
| 22 jun | Duitsland | 0-3   | België    | 17-21 | 17-21 | 17-21 |       |       | 51-63  |
| 22 jun | Israël    | 3-0   | Servië    | 21-18 | 24-22 | 21-15 |       |       | 66-55  |
| 23 jun | België    | 3-0   | Israël    | 21-12 | 21-17 | 21-15 |       |       | 63-44  |
| 23 jun | Duitsland | 3-0   | Servië    | 21-7  | 21-16 | 21-19 |       |       | 63-32  |

#### Week 3
- Alle wedstrijden in Hamburg , Duitsland.

| Datum  |           | Score |           | Set 1 | Set 2 | Set 3 | Set 4 | Set 5 | Totaal |
| ------ | --------- | ----- | --------- | ----- | ----- | ----- | ----- | ----- | ------ |
| 28 jun | België    | 3-2   | Servië    | 21-18 | 18-21 | 18-21 | 21-14 | 15-13 | 93-82  |
| 28 jun | Israël    | 1-3   | Duitsland | 12-21 | 11-21 | 21-17 | 16-21 |       | 60-80  |
| 29 jun | Servië    | 3-0   | Israël    | 21-16 | 21-14 | 21-12 |       |       | 63-42  |
| 29 jun | Duitsland | 3-2   | België    | 21-13 | 18-21 | 18-21 | 21-19 | 15-12 | 93-86  |
| 30 jun | Israël    | 0-3   | België    | 13-21 | 10-21 | 15-21 |       |       | 47-63  |
| 30 jun | Duitsland | 3-1   | Servië    | 21-10 | 17-21 | 21-19 | 21-18 |       | 80-69  |

#### Week 4
- Alle wedstrijden in Ra'anana , Israël

| Datum |           | Score |           | Set 1 | Set 2 | Set 3 | Set 4 | Set 5 | Totaal |
| ----- | --------- | ----- | --------- | ----- | ----- | ----- | ----- | ----- | ------ |
| 4 jul | Israël    | 1-3   | Servië    | 21-14 | 12-21 | 16-21 | 12-21 |       | 61-77  |
| 4 jul | België    | 0-3   | Duitsland | 15-21 | 14-21 | 19-21 |       |       | 48-63  |
| 5 jul | Servië    | 3-2   | Duitsland | 18-21 | 21-16 | 19-21 | 21-19 | 15-7  | 94-84  |
| 5 jul | Israël    | 0-3   | België    | 21-23 | 16-21 | 7-21  |       |       | 44-65  |
| 6 jul | Servië    | 0-3   | België    | 12-21 | 16-21 | 19-21 |       |       | 47-63  |
| 6 jul | Duitsland | 3-1   | Israël    | 21-11 | 21-15 | 15-21 | 21-13 |       | 78-60  |

## Final Four
Gekwalificeerd voor de final four 
- Bulgarije (Gastheer Final four & Winnaar Groep A)
- Roemenië (Nummer 2 Groep A)
- België (Winnaar Groep B)
- Duitsland (Nummer 2 Groep B)

|  | halve finale | halve finale |   |              | finale       | finale |
|  |              |              |   |              |              |        |
|  | 13 juli 2013 |              |   |              |              |        |
|  | België       | 3            |   |              |              |        |
|  | Roemenië     | 0            |   |              |              |        |
|  |              |              |   |              |              |        |
|  |              |              |   |              | 14 juli 2013 |        |
|  |              |              |   |              | België       | 2      |
|  |              | Duitsland    | 3 |              |              |        |
|  |              |              |   |              |              |        |
|  |              |              |   |              | derde plaats |        |
|  | 13 juli 2013 | 13 juli 2013 |   | 14 juli 2013 | 14 juli 2013 |        |
|  | Bulgarije    | 0            |   | Roemenië     | 0            |        |
|  | Duitsland    | 3            |   |              | Bulgarije    | 3      |

### Halve finales
| Datum   | Tijd  |           | Score |           | Set 1 | Set 2 | Set 3 | Set 4 | Set 5 | Totaal |
| ------- | ----- | --------- | ----- | --------- | ----- | ----- | ----- | ----- | ----- | ------ |
| 13 juli | 14:00 | België    | 3-0   | Roemenië  | 21-16 | 22-20 | 21-15 |       |       | 64-51  |
| 13 juli | 17:00 | Bulgarije | 0-3   | Duitsland | 17-21 | 10-21 | 19-21 |       |       | 46-63  |

### Kleine Finale
| Datum   | Tijd  |          | Score |           | Set 1 | Set 2 | Set 3 | Set 4 | Set 5 | Totaal |
| ------- | ----- | -------- | ----- | --------- | ----- | ----- | ----- | ----- | ----- | ------ |
| 14 juli | 15:00 | Roemenië | 0-3   | Bulgarije | 16-21 | 14-21 | 14-21 |       |       | 44-63  |

### Finale
| Datum   | Tijd  |        | Score |           | Set 1 | Set 2 | Set 3 | Set 4 | Set 5 | Totaal |
| ------- | ----- | ------ | ----- | --------- | ----- | ----- | ----- | ----- | ----- | ------ |
| 14 juli | 18:00 | België | 2-3   | Duitsland | 21-14 | 16-21 | 21-15 | 14-21 | 7-15  | 79-86  |

## Eindrangschikking
| Rank   | Team      |
| ------ | --------- |
| Goud   | Duitsland |
| Zilver | België    |
| Brons  | Bulgarije |
| 4      | Roemenië  |
| 5      | Servië    |
| 6      | Turkije   |
| 7      | Hongarije |
| 8      | Israël    |

- België en  Duitsland kwalificeren zich voor de FIVB World Grand Prix 2014.